# Nicole Trimmel
Nicole Trimmel (* 13. Oktober 1982 in Wien) ist eine mehrfache Welt- und Europameisterin im Kickboxen.

## Leben
Nicole Trimmel wurde als Tochter von Anita und Walter Trimmel 1982 in Wien geboren. Nachdem die Familie die frühen Jahre ihres Lebens in Wien verbracht hatte, entschied man sich 1986 in den Heimatort der Eltern, Oslip, zurückzukehren.
Als kleines Kind zog die Faszination Kampfsport Nicole Trimmel in den Bann. Erst versuchte sie sich in anderen Sportarten, wie z. B. in der Leichtathletik und dem Fußball. 1997, während ihrer Zeit in der Sekundärschule (Oberstufe), machte sie erste Erfahrungen mit dem Kampfsport im Zuge eines Selbstverteidigungskurses. 1999 startete Nicole Trimmel ihre Kickboxkarriere beim KBC Rust.
Ihr damaliger Kickboxtrainer beim KBC Rust, Joachim Huber, entdeckte das Talent und sie gewann den österreichischen Jugendstaatsmeistertitel beim ersten Versuch. Weitere Erfolge auf nationaler Ebene und die Einberufung in das österreichische Nationalteam im Jahr 2002 folgten. Im selben Jahr startete sie bei den IAKSA-Weltmeisterschaften im Kickboxen in Caorle, Italien. Der Kampf um den Einzug ins Finale war von Nervosität geprägt und Trimmel verlor.
Der Durchbruch gelang Trimmel bei der IAKSA-Weltmeisterschaft im Kickboxen in Miami, Florida, USA im Jahr 2003. Aus der Außenseiterrolle erkämpfte sie zwei Vizeweltmeistertitel in der Junioren und in der Allgemeinen Klasse. Weitere Titel bei nationalen und internationalen Veranstaltungen folgten. Der kritische Erfolg kam 2004 bei den IAKSA-WKA Weltmeisterschaften im Kickboxen in Basel, Schweiz. Nicole Trimmel schaffte es in die Endrunde, wo sie sich den Weltmeistertitel im Kickboxen in der Disziplin Leichtkontakt sicherte. Zudem erkämpfte sie bei diesem Event zwei Vizeweltmeistertitel im Kickboxen, jeweils in den Disziplinen Semikontakt und Team.
Danach folgt eine lange Liste von nationalen und internationalen Erfolgen. Nachdem die Weltverbände IAKSA und WAKO (World Association of Kickboxing Organisation) im Jahr 2006 zur WAKO fusionierten, gelingt es Trimmel 2010 erstmals einen WAKO Europameistertitel nach Österreich zu holen. Nicole Trimmel entwickelt sich zu einem Role Model in ihrer Sportart und begeistert viele Menschen mit ihren Erfolgen und ihrem Lifestyle. Mit einer enormen Konstanz holt sie sich Jahr für Jahr Titel um Titel und beherrscht somit die Weltspitze des Kickboxsports wie keine andere.
Darüber hinaus holte sie in den Jahren 2008, 2009 und 2013 mit den Titeln der WAKO-PRO-Profiliga auf nationaler und internationaler Ebene die höchsten im Kickboxen erreichbaren Ergebnisse. 2009 organisiert sie die „Nacht der Champions“ in ihrer Heimatgemeinde Oslip und kämpft gegen die Portugiesin Carla Silvia um den WAKO-PRO WM-Titel im Vollkontakt Kickboxen.
2011 gründet sie gemeinsam mit ihrem Kollegen einen eigenen Verein: die kickboxing academy mit Sitz in Eisenstadt. Als Folge einer schweren Knieverletzung musste sie im Jahr 2011 viele Bewerbe absagen, konnte aber bereits kurz nach ihrer Genesung bei der WAKO Weltmeisterschaft im Leichtkontakt Kickboxen in Skopje, sowie im Dezember im Vollkontakt Bewerb in Dublin jeweils die Weltmeistertitel erzielen. Nach diesen Erfolgen startete Nicole Trimmel ein ehrgeiziges Projekt. Sie versuchte sich im olympischen Boxen, um kurzfristig eine Qualifikation für die olympischen Spiele in London 2012 zu schaffen, wo das Damenboxen erstmals olympisch wurde. Anfang 2012 startete sie bei internationalen Boxturnieren und qualifizierte sich damit für die AIBA-Boxweltmeisterschaften in China, wo sie jedoch in der ersten Runde ausschied. Damit schrieb Nicole Trimmel aber österreichische Sportgeschichte. Nach Gewinn des österreichischen Staatsmeistertitels im olympischen Boxen kehrte sie zu ihrer Leidenschaft, dem Kickboxen, zurück.
Im Jahr 2015 kommt es im Zuge der Irish Open in Dublin zu einer schweren Knieverletzung. Trimmel reißt sich Kreuzband und Meniskus im rechten Kniegelenk und fällt für knappe eineinhalb Jahre aus. Im Mai 2016 kehrt sie auf die internationale Weltspitze zurück und feiert ihr Comeback. Sie schlägt ihre Konkurrentinnen nach dieser schweren Verletzung wieder in Grund und Boden. Ihren ersten Turnierantritt beim WAKO Hungarian Worldcup in Budapest 2016 setzt sie sich erneut die Vollkontakt Krone auf. Als Draufgabe gelingt es ihr 2016 den Europameistertitel im Vollkontakt in Griechenland erfolgreich zu verteidigen. Für dieses grandiose Comeback wird sie von Burgenlands Sportjournalisten zum bereits vierten Mal zur Sportlerin des Jahres 2016 ausgezeichnet.
Um ihre Sportart in der Öffentlichkeit bekannter zu machen und einem breiteren Publikum zugänglich zu machen, produziert die Sportlerin einen eigenen „Nicole Trimmel Kalender“ in limitierter Auflage. Seit 2012 wird dieses Projekt erfolgreich mit unterschiedlichen Fotografen umgesetzt.

## Erfolge
| Jahr | International | National |
| ---- | --- | --- |
| 2003 | Vizeweltmeisterin (Semikontakt)                                                                                            | Österreichische Vizestaatsmeisterin (Semikontakt)                                                              |
| 2004 | Weltmeisterin (Leichtkontakt) Vizeweltmeisterin (Team und Semikontakt)                                                     | Österreichische Staatsmeisterin (Semikontakt)                                                                  |
| 2005 | Weltmeisterin (Team, Hart- und Semikontakt)                                                                                | Österreichische Staatsmeisterin (Hart-, Leicht- und Vollkontakt)                                               |
| 2006 | Vizeeuropameisterin (Vollkontakt)                                                                                          | Österreichische Staatsmeisterin (Hart-, Leicht- und Vollkontakt)                                               |
| 2007 | Vizeweltmeisterin (Leicht- und Vollkontakt)                                                                                | Österreichische Staatsmeisterin (Leicht-, Semi- und Vollkontakt, Low-kick)                                     |
| 2008 | Vizeeuropameisterin (Leichtkontakt)                                                                                        | WAKO-PRO Austria Champion (Vollkontakt mit Low-Kick) Österreichische Staatsmeisterin (Leicht- und Semikontakt) |
| 2009 | WAKO-PRO Weltmeisterin (Vollkontakt)                                                                                       | Österreichische Staatsmeisterin (Leicht- und Vollkontakt)                                                      |
| 2010 | Europameisterin (Leichtkontakt)                                                                                            | Österreichische Staatsmeisterin (Leicht- und Semikontakt)                                                      |

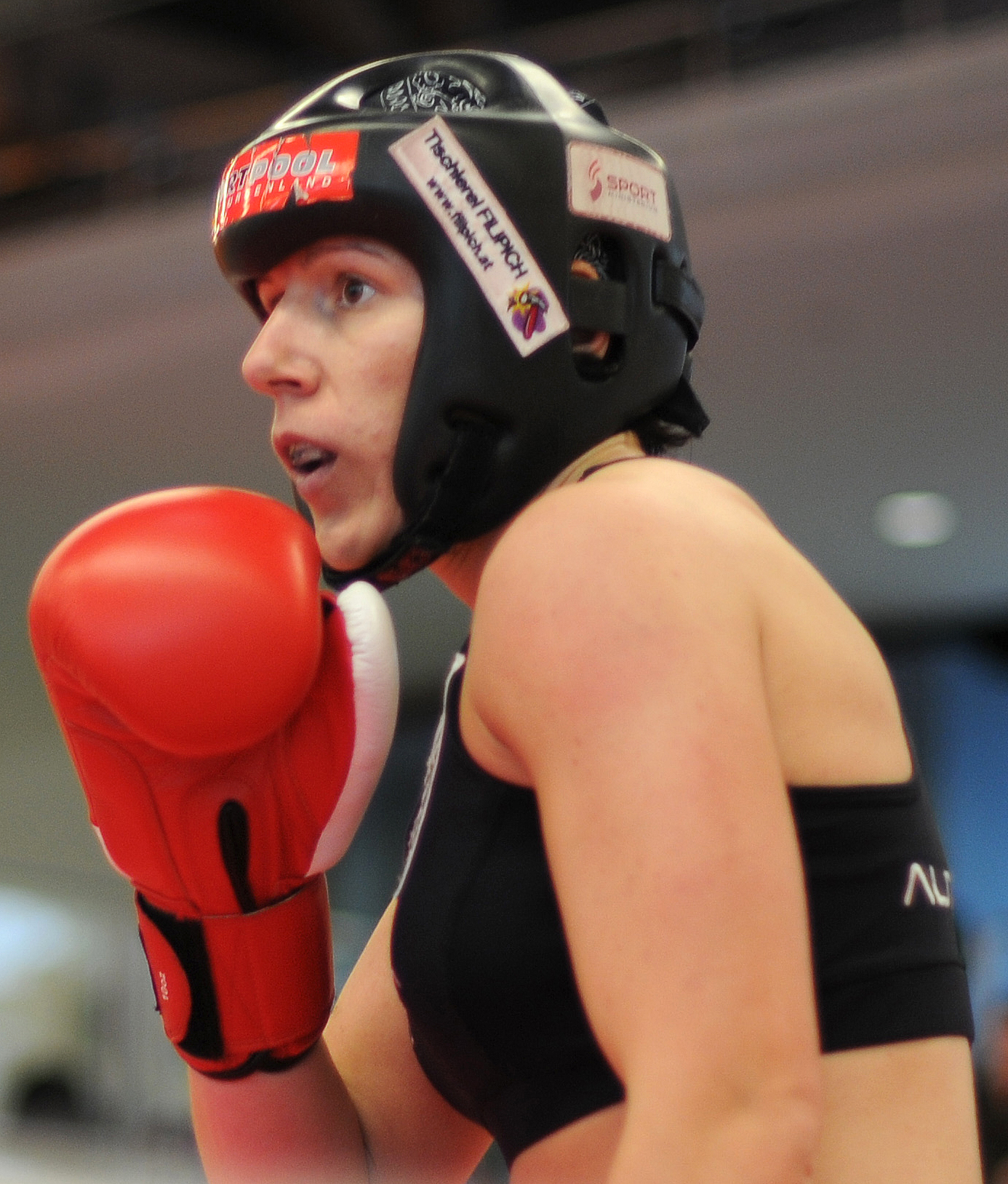
Nicole Trimmel bei den German Open 2010 in Eberswalde

| 2011 | WAKO-PRO Weltmeisterin (Vollkontakt) Weltmeisterin (Leicht- und Vollkontakt)                                               | Österreichische Staatsmeisterin (Leicht- und Semikontakt)                                                      |
| 2012 | WAKO-Europameisterin (Leichtkontakt) 3. Platz WAKO-Europameisterschaft (Vollkontakt) Teilnahme an der AIBA Box-WM in China | Österreichische Staatsmeisterin im olympischen Boxen -60kgs                                                    |
| 2013 | Weltmeisterin (Leichtkontakt)                                                                                              | Österreichische Staatsmeisterin (Leicht- und Semikontakt)                                                      |
| 2014 | WAKO Europameisterin (Vollkontakt) WAKO-Europameisterin (Leichtkontakt)                                                    | Österreichische Staatsmeisterin (Leicht- und Semikontakt)                                                      |
| 2015 | schwere Knieverletzung | schwere Knieverletzung                                                                                         |
| 2016 | WAKO-Europameisterin (Vollkontakt)                                                                                         | (Leichtkontakt)                                                                                                |

## Privates
Trimmel engagiert sich in zahlreichen sozialen Projekten und in der Jugendarbeit. Für das Land Burgenland leitet sie ein landesweites Volksschulprojekt unter dem Titel „URFIT - Ich mach dich fit!“ Sie nützt ihre Popularität unter stärkerer öffentlicher Beachtung um speziell Kinder und Jugendliche für Sport und Bewegung zu begeistern. Mittlerweile ist Trimmel als Vortragende und Keynote-Speaker tätig und spricht dabei über ihren Werdegang und die Parallelen zu Sport und Wirtschaft.

## Auszeichnungen
- Goldenes Verdienstkreuz des Landes Burgenlandes
- 2004: Silbernes Ehrenzeichen für Verdienste um die Republik Österreich[14]
- 2004, 2005, 2010 und 2016: Burgenlands Sportlerin des Jahres
- In einer unabhängigen Umfrage des österreichischen Magazin News wurde Trimmel im Februar 2007 durch die Leser auf Platz 19 der ‚Top 100 VIPs des Burgenland’ gewählt.